# Aliyá postsoviética de la década de 1990
La inmigración rusa judía a Israel comenzó en masa en la década de 1990 cuando el gobierno liberal de Mijaíl Gorbachov abrió las fronteras de la URSS y permitió a los judíos emigrar del país hacia Israel. Alrededor de un millón de rusos emigraron a Israel durante ese período.

## Historia
A principios de 1990, muchos judíos decidieron emigrar a Israel debido a que Estados Unidos cambió su política de recibir a los judíos soviéticos como refugiados y no permitió la inmigración ilimitada, mientras que Israel estaba dispuesto a recibirlos de manera incondicional. Entre los años 1970 y 1980, unos 600.000 judíos soviéticos emigraron a los Estados Unidos.

## Leyes de emigración en la Unión Soviética
La salida de cada ciudadano de la URSS estuvo condicionada por la aprobación de la KGB. Muchos de los que buscaron las homologaciones se les negó. Los que trataron de escapar de la URSS y no tuvieron éxito fueron considerados traidores, fueron despedidos de sus puestos de trabajo. Los civiles de la URSS que habían recibido la aprobación de emigrar se vieron obligados a ceder su nacionalidad soviética y al pago de dinero. Después de la instauración de la democracia liberal en Rusia y otras ex repúblicas soviéticas, las leyes que impedían el libre tránsito fueron derogadas. Los emigrantes que se fueron después de la caída del comunismo fueron capaces de mantener su ciudadanía y sus bienes.

## La absorción en Israel

### Difusión geográfica
La brusquedad y la amplitud de esta onda de inmigración provocó una inmediata grave escasez de vivienda en Israel, en el área de Gush Dan en particular, y un drástico aumento de precios de los apartamentos residenciales. Como resultado, Ariel Sharon, entonces ministro de Israel abogó por la construcción de más viviendas e inició varios programas para fomentar la construcción de nuevos edificios residenciales, que incluyeron en parte la concesión de los diferentes procedimientos de planificación. Cuando los recursos son insuficientes debido a la ola creciente de inmigración, y muchos inmigrantes carecían aún de un techo, dentro de siguientes dos años cerca de 430 sitios habitacionales se establecieron en Israel, con aproximadamente 27.000 viviendas. El asentamiento más grande fue fundado en Beerseba, conformado por 2.308 unidades de vivienda.
Después de ese período, los inmigrantes se distribuyeron en todo Israel. Pero esta ola de inmigración exhibió un fenómeno común a las anteriores olas de inmigración de Israel: los esfuerzos del Estado para asentar a los inmigrantes a la periferia de las ciudades que afectó principalmente a las de menor nivel socioeconómico, mientras que las de niveles más altos, poseían los recursos para resistirse a estos esfuerzos, se trasladaron a zonas residenciales de su elección, en cambio, sobre todo en Gush Dan. Ciudades adicionales a las que muchos de los inmigrantes se desplazan por grado o por fuerza, Haifa y su área urbana Ha Kerayot, Petaj Tikva, Ariel y Asdod. Así, la ola inmigratoria tenía un aspecto étnico claro: mientras que la mayoría de los inmigrantes procedentes de las zonas europeas de la Comunidad de Estados Independientes se trasladó al centro de Israel, la mayoría de los inmigrantes que se trasladaron a la periferia fueron los habitantes de las ex repúblicas soviéticas islámicas y el Cáucaso.

### Características de la absorción
Las leyes de absorción han cambiado con el tiempo. El gobierno es base de las subvenciones otorgadas a cada inmigrante cambiado estas rápidamente desde finales de 1980 hasta finales de 1990. La mayoría de los inmigrantes que inicialmente se encuentra en la periferia y luego se dispersaron por los barrios rusos. Hay ciudades, principalmente de los niveles socioeconómicos bajos y medios, en que los inmigrantes constituyen más del 50% de todos los residentes.
Muchos de los inmigrantes ya se han integrado a Israel en el mercado de trabajo, pero la mayoría permaneció encerrado en sus propias comunidades. El carácter cerrado de esta ola de inmigración pudo haberse debido a su gran tamaño, que se tradujo en barrios de decenas de miles de personas. Además, muchos inmigrantes no se adaptan a la sociedad de acogida y tienen la esperanza en el cambio para facilitar su absorción social.
Muchos de los nuevos inmigrantes encontraron que su educación formal no fue reconocida por muchos empleadores israelíes, aunque si fue reconocida por las instituciones de educación superior. Muchos tuvieron que trabajar en empleos que no correspondían a lo estudiado, a diferencia de los judíos soviéticos que emigraron a los Estados Unidos en la década de 1980.
Algunos de los inmigrantes optaron por adherirse a la estrategia de similación, de mantenimiento de la cultura originaria y el rechazo de la cultura absorbente. Otros grupos de inmigrantes (los dirigentes políticos y los jóvenes) optó por seguir con la estrategia de entrelazamiento, asociándose a la cultura que los rodea y a la vez conservar su cultura original. Estas opciones estratégicas eran diferentes de las olas de inmigración anterior, lo que comúnmente se elegía para asimilar bien, el rechazo de la cultura originaria y preferir la cultura de la absorción, o se entrelazan.

### Política

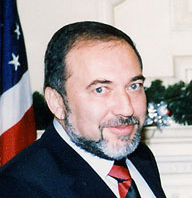
Avigdor Lieberman

La falta de voluntad de integrarse en la sociedad y la exigencia de obtener el poder político que cumpla con sus necesidades únicas ha causado un crecimiento de "partidos políticos de Rusia" - en la que el "Israel BaAliyah" ha ganado popularidad con el liderazgo de Natan Sharansky. El partido obtuvo un gran éxito en la elecciones de 1996 y recibió 7 escaños. En las elecciones de 1999 su poder descendió un escaño mientras que en las elecciones de 2003 solo obtuvo dos escaños y se integró en el Likud. Muchos ven en esta caída como una señal positiva como parte de los inmigrantes a la interrelación en la sociedad israelí y al hecho de que no necesitan su propio partido. El fundador y líder del partido  "Israel BaAliyah", Natan Sharansky, dijo después de las elecciones que la razón para la caída de su partido estaba realmente en su éxito para alcanzar sus objetivos de entrelazar a los inmigrantes en la sociedad israelí.
En la vereda de enfrente, el político Avigdor Lieberman estableció el "Israel Beitenu" (Israel es nuestro hogar), como un competidor de "Israel BaAliyah". Yisrael Beiteinu se centró en las cuestiones nacionales y tomó una línea dura frente a los árabes israelíes y palestinos basado en la opinión de que no son compatibles con el derecho de los judíos para mantener un estado judío en el Medio Oriente. Este partido obtuvo un éxito relativo en las elecciones de 1999, en el que ganó cuatro escaños y luego unidos con el ala del partido de derecha "La Unión Nacional", que ganó 7 escaños en la 15.ª y en la 16.ª legislaturas de la Knesset.
Durante la década de 1990 con el voto de los inmigrantes en las elecciones se tuvo que hacer frente, ya que siempre estuvo en contra de la autoridad elegida. En realidad, los inmigrantes tuvieron un papel considerable en las caídas de los gobiernos de Yitzhak Shamir, Shimon Peres, Benjamín Netanyahu y Ehud Barak. Con el inicio de la segunda intifada, una gran parte de los inmigrantes soviéticos miraron hacia la derecha del espectro político en sus opiniones sobre el conflicto árabe-israelí y han ocupado puestos de línea dura en las cuestiones sobre el conflicto israelo-palestino y contra el terrorismo.
Aunque la mayoría de los inmigrantes soviéticos apoyaron las políticas liberales en los temas de religión y estado, debido a esta ola de inmigración que fue secular en su mayoría, evitaron el apoyo a los partidos israelíes de izquierdas que consistía en posiciones similares, como resultado de sus posiciones comprometedoras con respecto de los palestinos y su identificación de la izquierda con los soviéticos al comunismo. Así, por ejemplo, En las elecciones para la premier israelí, Ehud Barak realizó una distribución de un libro en ruso, que lo describió como un héroe de guerra de Israel. Muchos comentaristas políticos afirmaron después de las elecciones, que este libro tuvo un efecto decisivo en la victoria de Barak en las elecciones. Del mismo modo, también la simpatía de los inmigrantes soviéticos a Ariel Sharon el cual estaba en su historial ser un militarista extravagante e imagen agresiva.
La brecha entre los puestos de ala derecha de la mayoría de este público en comparación con su posición antirreligiosa fue ocupado por el partido Shinui, un partido laico y antiortodoxo, que ganó gran popularidad entre los inmigrantes soviéticos, a pesar de su tendencia del ala izquierda del partido Shinui no fue identificado con la izquierda.
En las elecciones de 2006 el "Yisrael Beiteinu" se separó de la Unión Nacional. La lógica que está detrás de esta decisión fue que a pesar de las similitudes entre las posiciones de "Israel Beiteinu" y del partido "Unión Nacional", los dos partidos tienen dos destinatarios distintos: mientras que en "Israel Beiteinu" sus votantes son de la ex Unión Soviética y los seglares al ala derecha, en la "Unión Nacional" sus votantes son, principalmente, opinión pública nacional religiosa y los colonos. Esta suposición quedó claro después de que "Israel Beiteinu" ganó solo 11 escaños y se convirtió en el segundo más grande de los partidos de derecha después de que el Likud, solo recibió 12 escaños, mientras que la mayoría de los escaños que ganó, por supuesto, llegó desde los inmigrantes de la Federación Rusa.
En las elecciones israelíes de 2009, Yisrael Beiteinu ganó 15 escaños en la Knesset, el más alto logrado. Con este resultado su líder Lieberman se puso del lado de la derecha y fue nombrado ministro de Asuntos Exteriores de Israel.

### Cultura
El debilitamiento del sionismo trajo una mayor tolerancia de la sociedad israelí a los intentos de los inmigrantes de Rusia a preservar su cultura. Paralelamente, muchos de los inmigrantes se vieron como delegados de la cultura rusa, y para ellos era superior a la cultura israelí . Estas tendencias paralelas, junto con los barrios de inmigrantes separados, ayudó a crear una cultura  ruso-israelí.
Esta cultura se caracteriza en gran medida por la combinación de elementos característicos de la Unión Soviética e Israel. Esta mezcla crea una nueva cultura secular que habla hebreo y ruso, que pone un gran énfasis entre cultura superior e inferior de la cultura en los ámbitos de la literatura, música, teatro, etc.
Además, debido a la demanda de los nuevos inmigrantes, muchos periódicos en idioma ruso aparecieron, y con el desarrollo de la televisión multicanal en Israel durante la década de 1990, muchos canales rusos comenzaron a ser retransmitidos en Israel. Y en noviembre de 2002, un nuevo canal israelí-ruso , Israel Plus, emergió.
El carácter secular de esta ola de inmigración y sus intentos por preservar sus hábitos alimenticios provocada a mediados de la década de 1990 la apertura de tiendas de venta de la mercancía que prevalecía en la URSS, en particular- kosher de  no comer carne de cerdo. A pesar de que la venta de carne de cerdo se permite en Israel, e incluso hay granjas de cerdos en el kibutz Mizra, la comercialización de la carne en las ciudades con una alta tasa de residentes tradicionales o religiosas constituye como una contravención de lo secular-religioso statu quo en Israel , y ha causado muchos enfrentamientos. En la mayoría de los casos, las diferentes partes llegaron a un acuerdo y las tiendas de carne de cerdo fueron trasladados a las regiones industriales de las ciudades.
Además de los judíos asquenazíes procedentes de la Federación Rusa, los judíos mizrajíes procedentes de Oriente Medio, los judíos montañeses, los judíos de la República de Georgia, y los judíos de Bujará, también emigraron en gran número a la Tierra de Israel durante la disolución de la Unión Soviética. Eran más tradicionales y trajeron su cultura, comida y música a Israel.
Muchos inmigrantes rusos no son reconocidos como judíos por la ley religiosa judía, debido a su herencia patrilineal. Esto causa problemas cuando desean casarse, como en los arreglos matrimoniales en Israel, celebrados por todas las comunidades religiosas, son reconocidos por las autoridades religiosas correspondientes, y en el caso de los ciudadanos judíos, solo por los rabinos ortodoxos. Esto lleva a muchos judíos a casarse en el extranjero, y posteriormente el matrimonio se reconoce a su regreso. El problema matrimonial afecta a 350.000 judíos.

### Economía
Los inmigrantes lograron integrarse con éxito en la economía israelí y en las diferentes ramas de la economía, y que se caracterizan por tener una mayor tasa de participación en el mercado de trabajo. El campo de alta tecnología israelí pasó por una pequeña revolución con la inculcación de varios invernaderos tecnológicos que fueron creados para dar empleo a los miles de científicos y e ingenieros que entró por esta ola de inmigración. Una gran parte de la rama de la construcción en Israel es manejado por ingenieros civiles de la Federación de Rusia, como consecuencia de la gran importancia que la ex URSS había dado al desarrollo urbano industrial en la década de 1960 y la década de 1970 que se destacó la honorabilidad en el sobre el terreno.
Un estudio realizado en 1995, lo que comprueba el nivel salarial de los inmigrantes analfabetos (16 años de educación o más) en comparación con el nivel del salario de un nacido en Israel con el mismo nivel de educación, mostró que el nivel salarial de los inmigrantes está aumentando en la relación con el salario del no nacido. El salario de un nuevo inmigrante en su primer año en el país se encuentra en el 40% del salario de un nacido en Israel, mientras que el salario de un inmigrante que vivió en Israel durante 6 años, llegaría a alrededor del 70% del salario de un nacido en Israel. Entre el grupo de edad de 22-40, que tiene 16 años de la educación y la anterior, la brecha entre los inmigrantes y los recién nacidos-israelí está cerca, y después de 6 años no parecía ser incluso una diferencia de alrededor de 6% a favor de la los inmigrantes.
Según la Oficina Central de Estadísticas de Israel cerca de 1/3 de los inmigrantes de la década de 1990 consiguieron su educación formal reconocida en Israel como educación superior. Pero menos de la mitad de la población alfabetizada de los trabajadores trabaja en el ámbito de sus competencias.

## La reacción de la sociedad israelí
Al principio la reacción de la sociedad israelí a la ola de inmigración judía de la Unión Soviética fue muy positiva, y la frase común "con todos los inmigrantes, aumenta nuestra fuerza" fue utilizado entre los lugareños. Esta actitud positiva ha cambiado con el tiempo, como resultado de los temores en algunas partes de la sociedad israelí a los efectos de la ola de inmigración masiva tendría en la sociedad israelí. Las dos razones centrales por el temor que están relacionadas con esta ola de inmigración fueron el temor de que puede haber un porcentaje de los religiosos y culturales no judíos entre los inmigrantes, y el temor de que los nuevos inmigrantes les quitaría los lugares de trabajo a la población más vieja.
Otra razón adicional para que las actitudes negativas se conecta a la característica general de una sociedad migratorios, la actitud hostil de los nacidos en Israel hacia la población de inmigrantes. En este sentido, rumores negativos comenzaron a difundir estereotipos acerca de los nuevos inmigrantes. Esta actitud hostil intensificado también porque, en contraste con las olas de inmigración anteriores a Israel, muchos de los inmigrantes de esta ola sigue manteniendo su cultura y el idioma, sin tratar de mezclar sus costumbres con su nueva vida en Israel. Muchas de las críticas hacia esta ola se relacionó con su distinción cultural, que incluía a muchos estereotipos negativos con respecto a la sociedad israelí.
Desde entonces, los inmigrantes han logrado mezclar en la sociedad israelí en diferentes campos, y contribuir en gran medida a Israel. En 2009, el ministro de Ciencia Daniel Herschkowitz (Habayt Hayehudi) dijo que la ola de inmigración ayudó a las universidades israelíes, donde uno de cada cuatro miembros del personal es ahora un ruso-hablante. Netanyahu dijo que los judíos soviéticos se han "integrado en la vida del país y se han convertido en un importante elemento principal en todos los aspectos de la vida".